# Уилсон, Эндрю
Эндрю Уилсон (англ. Andrew Wilson, род. 26 декабря 1950 года) — американский ученый и педагог.

## Биография
Эндрю Уилсон — американский учёный, педагог и писатель, родился в еврейской семье, член Церкви объединения, является профессором библейских исследований и деканом Теологической семинарии объединения. Имеет степень доктора философии, полученную в Гарвардском университете.

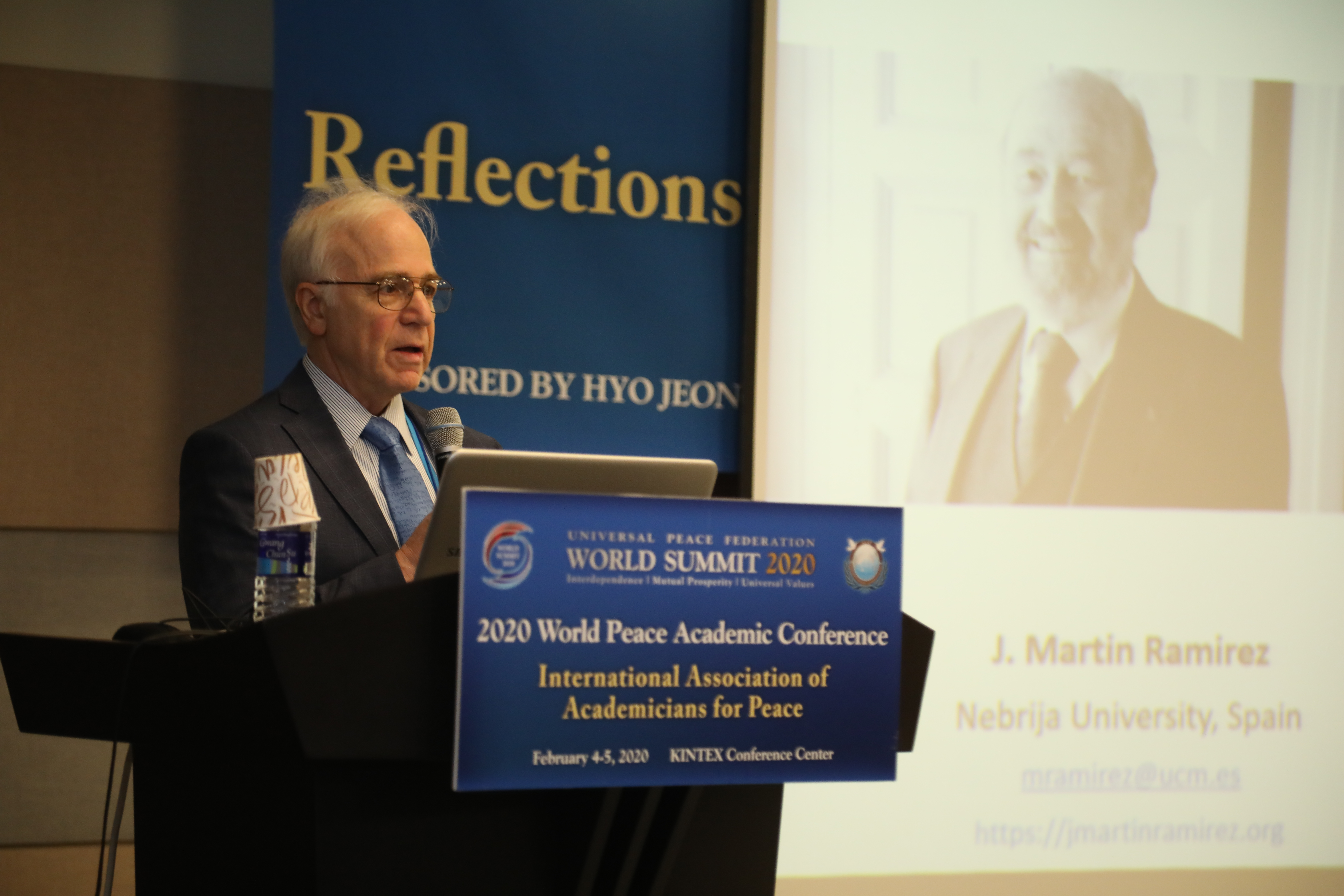
Эндрю Уилсон, Международная ассоциация учёных за мир IAAP, Всемирный саммит, Федерация за всеобщий мир, Сеул 2-7.02.2020

## Всемирное Писание
Под редакцией Уилсона вышла в свет в 1991 году книга Всемирное писание: Сравнительная антология священных текстов, сравнительная антология, которая содержит более 4000 отрывков из 268 священных текстов и 55 устных традиций. Уилсон является одним из известных теологов Церкви объединения.

## Общественная и межрелигиозная деятельность
В рамках Федерации за всеобщий мир Уилсон является активистом Международной ассоциации учёных за мир. Усилия Уилсона в интересах межрелигиозного диалога привели его к написанию труда «World Scripture: A Comparative Anthology of Sacred Texts», который стал стандартной работой межконфессиональной науки и ресурсом для межконфессионального поклонения. Он также преподает в области феминистского богословия.

## New World Encyclopedia
Уилсон является одним из создателей и главных авторов проекта New World Encyclopedia. По замыслу создателей Энциклопедия должна представить собой ценностно-ориентированное собрание знаний человечества.  

## Публикации
Книги и статьи Уилсона охватывают разнообразные темы, от религии и мира до воспитания характера. Будучи выходцем из еврейской среды, он пишет и говорит о проблемах еврейско-христианских отношений и ближневосточного мирного конфликта. Среди известных публикаций Уилсона: The Sexual Interpretation of the Human Fall (1988), The problem of circumcision, Heavenly Mother, An Analysis of Makovsky's Border Proposal in Light of Palestinian Needs, Circumcision: A Sexual and Theological Problem. Библиография и коллекция публикаций Уилсона располагается в библиотеке Теологической семинарии объединения.